# Mật mã chuông gió
Mật mã chuông gió là một bộ phim truyền hình được thực hiện bởi Công ty Sóng Vàng do Trương Dũng làm đạo diễn. Phim phát sóng vào lúc 22h00 hằng ngày, bắt đầu từ ngày 11 tháng 10 năm 2013 và kết thúc vào ngày 10 tháng 11 năm 2013 trên kênh HTV9.

## Nội dung
Mật mã chuông gió xoay quanh cuộc chiến giữa hai ngành nghề khoa học và kinh doanh tưởng chừng không liên quan đến nhau. Nhưng thực tế, ở đó vốn rất cần chữ “tâm” để mang lại lợi ích cho xã hội.

## Diễn viên
- Khương Thịnh trong vai Lãm
- Vân Trang trong vai Gia Anh[4][5]
- Bích Trâm trong vai Du Hạ[6]
- Minh Luân trong vai Gia Nguyễn [7]
- Mai Huỳnh trong vai Ông Gia Phát
- Tiến Luật trong vai Thanh
- Huy Cường trong vai Hùng

Cùng một số diễn viên khác....

## Giải thưởng
| Năm  | Giải thưởng | Hạng mục                              | (Người) đề cử | Kết quả   | Tham khảo |
| ---- | ----------- | ------------------------------------- | ------------- | --------- | --------- |
| 2014 | HTV Awards  | Nam diễn viên phụ được yêu thích nhất | Minh Luân     | Đoạt giải | [ 8 ]     |